# ایلیوشین
ایلیوشین (به روسی: Ильюшин) شرکت هوافضا و صنایع جنگ‌افزاری روسی است، که در زمینه طراحی، توسعهٔ فناوری و تولید هواپیماهای نظامی، ترابری و تجاری فعالیت دارد. شرکت ایلیوشین در سال ۱۹۳۳ توسط سرگئی ایلیوشین بنیان گذاشته شد این شرکت هم‌اکنون به‌همراه شرکت‌هایی چون میگ، برییف، سوخو، توپولف، یاکوولف و ایرکوت، زیرمجموعه‌ای از کمپانی یونایتد ایرکرفت کورپوریشن به‌شمار می‌آید.

## تولیدات
- ایلیوشین-۶۲
- ایلیوشین-۷۶
- ایلیوشین-۸۶
- ایلیوشین-۹۶
- ایلیوشین-۱۱۲
- ایلیوشین-۱۱۴